# Muskogitalen

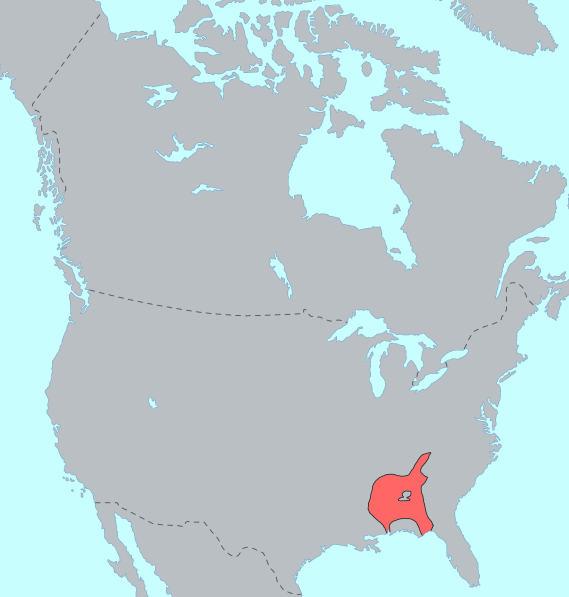
Precolumbiaanse verspreiding van de Muskogitalen

Muskogi (ook Muskhogee of Muskogee) is een inheemse taalfamilie uit het zuidoosten van de Verenigde Staten. De Muskogitalen worden over het algemeen ingedeeld in twee takken, de oostelijke en de westelijke, al is deze onderverdeling niet algemeen aanvaard. Muskogitalen zijn agglutinerende talen.

## Indeling
De Muskogitalen kunnen worden onderverdeeld in twee genetische takken. De traditionele classificatie komt van Mary Haas en haar studenten. Een meer recente en controversiële classificatie komt van Pamela Munro.
De indeling van Haas
- Westelijk Muskogi
  - Choctaw
  - Chickasaw
- Oostelijk Muskogi
  - Creek-Seminole
  - Hitchiti-Mikasuki
  - Apalachee-Alabama-Koasati
    - Apalachee
    - Alabama
    - Koasati

De indeling van Munro
- Noordelijk Muskogi
  - Creek-Seminole
- Zuidelijk Muskogi
  - Apalachee
  - Alabama-Koasati
    - Alabama
    - Koasati

  - Westelijk Muskogi
    - Choctaw
    - Chickasaw

## Eigenschappen

### Fonologie
Muskogitalen hebben een relatief eenvoudige fonologie vergeleken met andere inheemse Amerikaanse talen. Proto-Muskogi bevat de volgende fonemen:
|             | Labiaal | Alveolaar | Alveolaar | Palataal | Velaar  | Velaar |
| Centraal    | Labiaal | Lateraal  | Gewoon    | Palataal | Labiaal |        |
| ----------- | ------- | --------- | --------- | -------- | ------- | ------ |
| Plosief     | *p      | *t        |           |          | *k      | *[kʷ]  |
| Affricaat   |         | *ts       |           | *[tʃ]    |         |        |
| Fricatief   |         | *s        | *[ɬ]      | *[ʃ]     | *x      | *[xʷ]  |
| Nasaal      | *m      | *n        |           |          |         |        |
| Approximant |         |           | *l        | *j       |         | *w     |
| Andere      |         | *θ        | *θ        |          |         |        |

## Voetnoten
1. ↑  Booker 2005